# Marie Mejzlíková I
Marie Mejzlíková I (gift Riedlová och Černá), född 16 december 1902 i Prag, död 30 maj 1981, var en tjeckoslovakisk friidrottare med kortdistanslöpning som huvudgren. Mejzlíková var flerfaldig världsrekordhållare (godkända av Fédération Sportive Féminine Internationale (FSFI) och International Association of Athletics Federations (IAAF)) och blev guldmedaljör vid de tredje Monte Carlospelen 1923. Hon var en pionjär inom damidrotten.
Vid samma tid fanns ytterligare en friidrottare med samma namn, dessa skiljs vanligen åt som Marie Mejzlíková II och Marie Mejzlíková I född 1903).

## Biografi
Marie Mejzlíková I föddes 1902 i Prag i dåvarande Tjeckoslovakien, i ungdomstiden blev hon intresserad av friidrott, hon tävlade främst i sprintdistanser men även hoppgrenar och kastgrenar. Senare gick hon med i idrottsföreningen "Slavia"  i Prag (Marie Mejzlíková II tävlade för "SK Úředníků Karlín").
Den 21 maj 1922 satte hon sitt första världsrekord i löpning stafett 4 x 100 meter (med Mejzlíková I som förste löpare, Marie Jirásková, Marie Bakovská och Marie Mejzlíková II), detta blev även det första officiella världsrekordet i stafett för damer. Samma år satte hon även världsårsbästa i löpning 100 meter. Hon låg även på topp-9 lista över världens 200 m löpare åren 1921 till 1924. Den 21 maj 1922 satte hon även världsrekord (inofficiellt enligt vissa källor) i löpning 200 meter vid tävlingar i Paris och 30 juli samma år världsrekord (inofficiellt) i spjutkastning vid tävlingar i Prostejov.
Den 20 augusti 1922 deltog hon vid den första damolympiaden i Paris, under idrottsspelen tog hon bronsmedalj i stafettlöpning 4 x 110 yards (med Marie Mejzlíková II, Bozena Srámková, Mejzlíková I och Marie Jirásková) och slutade på en fjärde plats i kulstötning.
Mejzlíková I var även tjeckisk mästare i löpning (200 m 1923 och 1924 samt 250 m 1924) samt kulstötning (1923 och 1924). Hon tävlade även i diskuskastning.
1923 deltog hon vid de tredje Monte Carlospelen i Monaco, under idrottsspelen vann hon guldmedalj i kulstötning samt silvermedalj i löpning 250 meter och längdhopp.
1924 deltog Mejzlíková I vid Damolympiaden 1924 den 4 augusti på Stamford Bridge i London där hon bronsmedalj i löpning 250 meter och i kulstötning.
1926 gifte hon sig första gången. Senare gifte hon om sig och drog sig tillbaka från tävlingslivet, Mejzlíková I dog i Prag i maj 1981.